# William E. Stanley
William Eugene Stanley (* 28. Dezember 1844 im Knox County, Ohio; † 13. Oktober 1910 in  Wichita, Kansas) war ein US-amerikanischer Politiker und von 1899 bis 1903 der 15. Gouverneur des Bundesstaates Kansas.

## Frühe Jahre und politischer Aufstieg
William Stanley besuchte die örtlichen Schulen seiner Heimat und anschließend die Wesleyan University, die er allerdings ohne Abschluss verließ. Nach einem späteren Jurastudium und seiner 1868 erfolgten Zulassung als Rechtsanwalt ließ er sich im Jefferson County in Kansas als Anwalt nieder. Im Jahr 1871 wurde Stanley Staatsanwalt im Jefferson County. Dieses Amt behielt er bis 1872, dann war er zwischen 1874 und 1880 im Sedgwick County in der gleichen Funktion tätig. Zwischen 1881 und 1883 saß Stanley als Mitglied der Republikanischen Partei im Repräsentantenhaus von Kansas. Danach praktizierte er wieder als Anwalt. Im Jahr 1898 wurde er von seiner Partei als Kandidat für die anstehende Gouverneurswahl nominiert.

## Gouverneur von Kansas
Nach erfolgreicher Wahl konnte Stanley seine insgesamt vierjährige Amtszeit (einschließlich einer Wiederwahl im Jahr 1900) am 9. Januar 1899 antreten. Erwähnenswerte Ereignisse in seiner Zeit waren die Wiederherstellung des alten Eisenbahnausschusses, der unter seinem Vorgänger reorganisiert und in „Court of Visitation“ umbenannt worden war und die Niederschlagung von Häftlingsrevolten in der Bundesstrafanstalt in Leavenworth. Dort waren 27 Sträflinge geflohen, von denen in den nächsten Wochen 18 entweder erschossen oder wieder gefasst wurden. Auch im staatseigenen Gefängnis kam es zu Unruhen, die die Regierung niederschlug.
Im Jahr 1899 geriet Stanley in einen Streit mit dem Gouverneur des Nachbarstaats Missouri, Lon Vest Stephens. Stephens hatte Stanley die Zusicherung gegeben, den wegen eines Gewaltverbrechens angeklagten Schwarzen Frank Embree unbeschadet vor Gericht in Missouri zu bringen, denn es drohte solchen Beschuldigten unterwegs der Tod durch Lynchjustiz aufgebrachter Weißer. Embree wurde gelyncht, worauf Stanley seine Zusammenarbeit mit Stephens, der sich für den Vorfall nicht einmal entschuldigte, aufkündigte.
Nach dem Ende seiner zweiten Amtszeit im Januar 1903 wurde Stanley wieder Rechtsanwalt in Wichita. Dort ist er 1910 auch gestorben. Er war mit Emma Lenora Hills verheiratet, mit der er vier Kinder hatte.